# Ivo Brešan
Ivo Brešan (Vodice, 27. svibnja 1936. – Zagreb, 3. siječnja 2017.), bio je hrvatski dramski pisac, prozaist, slavist i scenarist. Jedan od najplodnijih i najizvođenijih hrvatskih dramatičara europskog ranga i pisac filmskih scenarija za nagrađivane hrvatske filmove.
Najpoznatija mu je drama "Predstava Hamleta u selu Mrduša Donja", koja je premijeru, iz političkih razloga, zbog vještog ismijavanja totalitarističkog sustava, imala tek 6 godina nakon što je napisana, ali se od 1971. neprekidno pojavljivala na repertoaru kazališta i nakon Brešanove smrti.

## Životopis
Rodio se u Vodicama, 27. svibnja 1936., no osnovnu školu i gimnaziju je pohađao u Šibeniku. Studirao je slavistiku i filozofiju na Filozofskom fakultetu u Zagrebu.
Radio je kao srednjoškolski profesor u šibenskoj gimnaziji, potom kao umjetnički voditelj Centra za kulturu "Šibenik" i Međunarodnog dječjeg festivala, a također je postao ravnateljem Šibenskog kazališta. Pripadao je zlatnoj generaciji šibenskih kazalištaraca, koja je svojim djelovanjem jedno vrijeme zasjenila rad splitskih i zagrebačkih dramskih skupina.
Godine 1971. djelom Predstava Hamleta u selu Mrduša Donja, koja je premijerno izvedena 6 godina kasnije, radi ismijavanja manjkavosti komunističkog totalitarističkog režima. Njegove drame izvođene su u gotovo svim kazalištima ondašnjih kulturnih centara. Osim književnosti, pisao je i i filmske scenarije - isprva s Krstom Papićem, zatim za Veljka Bulajića, a potom za svog sina Vinka Brešana, redatelja.
Za Predstavu Hamleta u selu Mrduša Donja nagrađen je 1972. godine Sterijinom i Gavellinom nagradom, a za Svečanu večeru u pogrebnom poduzeću dobio je Gavellinu nagradu 1979. godine. 2008. je dobio nagradu Ksaver Šandor Gjalski za roman Katedrala.
Umro je u Zagrebu, dana 3. siječnja 2017. godine. Pokopan je 9. siječnja na gradskom groblju Kvanj u Šibeniku.

## Kritike
Budući da se protivio bilo kojem obliku autocenzure, bio je meta različitih ideologija i državnih sustava. Večernji list nazvao ga je lucidnim portretistom Dalmacije i napose Dalmatinske zagore, te su ga zbog vjernosti svojem načinu pisanja i stvaranja književnim djelom nazvali nasljednikom Marina Držića.
Akademik Krešimir Nemec prozvao ga je istinskim književnim velikanom, možda jednim od zadnjih koji zaslužuje epitet hrvatskog klasika. Dodao je i da je, unatoč velikom dramskom stvaralašvu, imao veliki radijus djelovanja, velike talente.
U svibnju 2018. na Sveučilištu u Zadru održan je prvi međunarodni znanstveni skup ikad posvećen književnom stvaralaštvu Ive Brešana: "Prvi Brešanov svibanj". Inicijatorica i predsjednica organizacijskog odbora toga znanstvenoga skupa sveučilišna je profesorica komparativne književnosti prof. dr. sc. Helena Peričić.

## Djela
Drame:
- Groteskne tragedije, drame, Zagreb, 1979.
- Nove groteskne tragedije, drame, Zagreb, 1989.
- Tri drame, drame, Zagreb, 1993.
- Utvare, drame, Zagreb, 1997.

Proza:
Romani:
- 1) 1990. Ptice nebeske, Hit, Znanje, 400 str.
- 2) 1996. Ispovijedi nekarakternog čovjeka, Hit, Znanje, Zagreb, 494 str.
- 3) 2001. Astaroth, Nakladni zavod Matice hrvatske, 411 str. nagrada Fonda “Miroslav Krleža”
- 4) 2002. Kockanje sa sudbinom,Nakladni zavod Matice hrvatske, 173 str.
- 5) 2003. Država Božja 2053., roman, Sysprint, 399 str.
- 6) 2004. Vražja utroba, SysPrint, 255 str.
- 7) 2005. Tri života Tonija Longina, Biblioteka Premijera, EPH, 253 str.
- 8) 2006. Gorogne, Naklada Ljevak, 341 str.
- 9) 2007. Katedrala, Biblioteka Otvorena knjiga, Naklada Ljevak, 375 str. nagrada Ksaver Šandor Gjalski
- 10) 2008. Ništa sveto, Naklada Ljevak, 383 str.
- 11) 2010. Prokletnici, Profil, 316 str.
- 12) 2011/12. Sedam stuba do trona, Profil, 330 str.

- Spletke, Zagreb 1997.
- Pukotine i druge priče, 2000.

Izvedena djela (premijere):
- Četiri podzemne rijeke, 1970.
- Predstava Hamleta u selu Mrduša Donja, 1971., Teatar Itd
- Smrt predsjednika kućnog savjeta, Gavella, 1979.
- Svečana večera u pogrebnom poduzeću, Lodz, Poljska,1979., Teatr Novy
- Arheološka iskapanja kod sela Dilj, Bribirska Glavica kod Šibenika, 1980. Histrioni
- Nečastivi na Filozofskom fakultetu, 1982., Ljubljana, Mestno gledališče
- Anera, Dubrovnik, Kazalište Marin Držić, 1984.
- Viđenje Isusa Krista u kasarni V.P. 2507, Beograd, amaterski teatar "Omladinsko pozorište Susret", 1984.[6] (Predstava naknadno zabranjena od CK Beograda)
- Hidrocentrala u Suhom Dolu, Ljubljana, Mestno gledališče, 1985.
- Veliki manevri u tijesnim ulicama, Zagreb " Komedija ", 1990.
- Kratki kurs dugog propadanja (Mastodont, Autodenuncijacija, Kako je drug Jere Pičak isključen iz Saveza komunista, Egzekutor), Gavella, Zagreb, 1991.
- Islandski stražari, Žar ptica, 1993.
- Ledeno sjeme, Lublin, Poljska, 1993.
- Stani malo, Zvonimire, Trešnja, Zagreb, 1994.
- Potopljena zvona, HNK, Zagreb, 1994.
- Julije Cezar, HNK, Split, 1995.
- Nihilist iz Velike Mlake, HNK, Zagreb, 1998.
- Utvare, HNK, Osijek, 1998.
- Gnjida, Kerempuh, Zagreb, 1999.
- Hamlet u selu Mrduša Donja/Hamlet zna što narod ne zna, Sarajevo, 2011.[7]

Scenariji:
- Predstava Hamleta u Mrduši Donjoj (1973.)
- Izbavitelj (1976.)
- Tajna Nikole Tesle (1980.)
- Obećana zemlja (1986.)
- Donator (1989.)
- Kako je počeo rat na mom otoku (1996.)
- Maršal (2000.)
- Libertas (2004.)

TV-drame i serije:
- Ptice nebeske, 1989.
- Egzekutor, 1991.

## Ostalo
- "Čovjek koji je živio kazalište - Marin Carić" kao gost dokumentarca (2011.)

Peričić, Helena, "Hamlet" između Bukare i Učitelja, Dani Hvarskog kazališta, ur. B. Senker i V. Glunčić-Bužančić, Zagreb/Split, HAZU/Književni krug Split, 44, 2018., 271-287.

## Vanjske poveznice
- Ivo Brešan, IMDB